# Новый тайваньский доллар
Новый тайваньский доллар (кит. трад. 新臺幣 или 新台幣, упр. 新台币, пиньинь Xīntáibì) — денежная единица Тайваня. Код валюты TWD, сокращённое написание NT$. Официальной валютой является с 1949 года. Сперва эмиссию осуществлял Банк Тайваня, а с 2000 года — Центральный банк Китайской Республики.
Монеты ½, 1, 5, 10, 20, 50 долларов.
Банкноты 100, 200, 500, 1000 и 2000 долларов.
Банк Тайваня выпустил Новый тайваньский доллар 15 июня 1949 года на замену прежнему тайваньскому доллару. Обмен производился в соотношении 40 000:1. Одной из причин замены была борьба с инфляцией, которая началась в стране после гражданской войны в Китае.

## Этимология
Китайский термин «Новый тайваньский доллар» (新台幣 или 新臺幣, буквально «новая тайваньская валюта»), как правило, используется только в банковских и юридических документах, чтобы избежать возможной неоднозначности. На Тайване при письме широко используется термин юань (元 или 圓), а в разговорах также квай (塊).

## Монеты

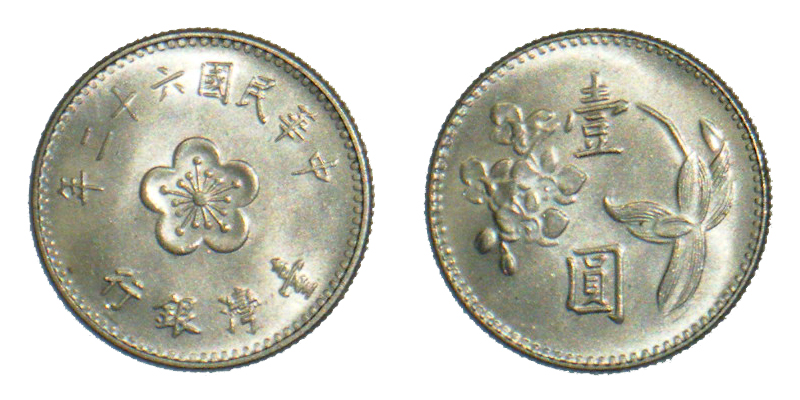
1 новый доллар 1973 года

| Монеты образца 1981 года | Монеты образца 1981 года | Монеты образца 1981 года | Монеты образца 1981 года | Монеты образца 1981 года | Монеты образца 1981 года                   | Монеты образца 1981 года                                                                                      | Монеты образца 1981 года  | Монеты образца 1981 года |
| Изображение              | Изображение              | Номинал                  | Диаметр (мм)             | Масса (г)                | Материал                                   | Описание | Описание                  | Даты                     |
| Аверс                    | Реверс                   | Номинал                  | Диаметр (мм)             | Масса (г)                | Материал                                   | Аверс | Реверс                    | чеканки                  |
| ------------------------ | ------------------------ | ------------------------ | ------------------------ | ------------------------ | ------------------------------------------ | --- | ------------------------- | ------------------------ |
|                          |                          | 50¢                      | 18                       | 3                        | Медь                                       | Мэйхуа, «中華民國XX年»                                                                                        | Номинал                   | 1981                     |
|                          |                          | NT$1                     | 20                       | 3,8                      | Медь                                       | Чан Кайши, «中華民國XX年»                                                                                     | Номинал                   | 1981                     |
|                          |                          | NT$5                     | 22                       | 4,4                      | Медно-никелевый сплав                      | Чан Кайши, «中華民國XX年»                                                                                     | Номинал                   | 1981                     |
|                          |                          | NT$10                    | 26                       | 7,5                      | Медно-никелевый сплав                      | Чан Кайши, «中華民國XX年» (1981—2010) Цзян Цзинго, «中華民國100年» (2011) Сунь Ятсен, «中華民國XX年» (с 2012) | Номинал                   | 2011                     |
|                          |                          | NT$10                    | 26                       | 7,5                      | Медно-никелевый сплав                      | Чан Кайши, «中華民國XX年» (1981—2010) Цзян Цзинго, «中華民國100年» (2011) Сунь Ятсен, «中華民國XX年» (с 2012) | Номинал                   | 2011                     |
|                          |                          | NT$20                    | 26,85                    | 8,5                      | Медно-никелевый сплав и алюминиевая бронза | Мона Рудао, «莫那魯道», «中華民國XX年»                                                                        | Номинал, лодка народа Ями | 2001                     |
|                          |                          | NT$50                    | 28                       | 10                       | Алюминиевая бронза                         | Сунь Ятсен, «中華民國XX年»                                                                                    | Номинал                   | 2002                     |

## Банкноты
| Серия 1999 года | Серия 1999 года | Серия 1999 года | Серия 1999 года | Серия 1999 года | Серия 1999 года                                     | Серия 1999 года | Серия 1999 года |
| Изображение     | Номинал         | Размеры (мм)    | Основные цвета  | Описание        | Описание                                            | Год выпуска     |                 |
| Изображение     | Номинал         | Размеры (мм)    | Основные цвета  | Лицевая сторона | Оборотная сторона                                   | Год выпуска     |                 |
| --------------- | --------------- | --------------- | --------------- | --------------- | --------------------------------------------------- | --------------- | --------------- |
|                 | NT$100          | 145 × 70        | красный         | Сунь Ятсен      | Чуншан                                              | 2001-07-02      |                 |
|                 | NT$200          | 150 × 70        | зеленый         | Чан Кайши       | Президентский дворец (Тайбэй)                       | 2002-01-02      |                 |
|                 | NT$500          | 155 × 70        | коричневый      | Бейсбол         | Олень (Cervus nippon taiouanus) и гора Дабажан      | 2000-12-15      |                 |
|                 | NT$1000         | 160 × 70        | синий           | Образование     | Пёстрый фазан микадо и Юйшань                       | 2000-07-03      |                 |
|                 | NT$2000         | 165 × 70        | фиолетовый      | FORMOSAT-1      | Лосось (Oncorhynchus masou formosanus) и гора Нанху | 2002-07-01      |                 |